# Hynobius okiensis
Hynobius okiensis är en groddjursart som beskrevs av Sato 1940. Hynobius okiensis ingår i släktet Hynobius och familjen Hynobiidae. IUCN kategoriserar arten globalt som akut hotad. Inga underarter finns listade i Catalogue of Life.